# آلفردو بوکولینی
آلفردو بوکولینی (ایتالیایی: Alfredo Boccolini؛ ۲۹ دسامبر ۱۸۸۵ – ۵ فوریهٔ ۱۹۵۶) هنرپیشه اهل ایتالیا بود.
از فیلم‌هایی که وی در آن نقش داشته‌است می‌توان به کشتی و سامسون و دلیله اشاره کرد.